# York Hovest

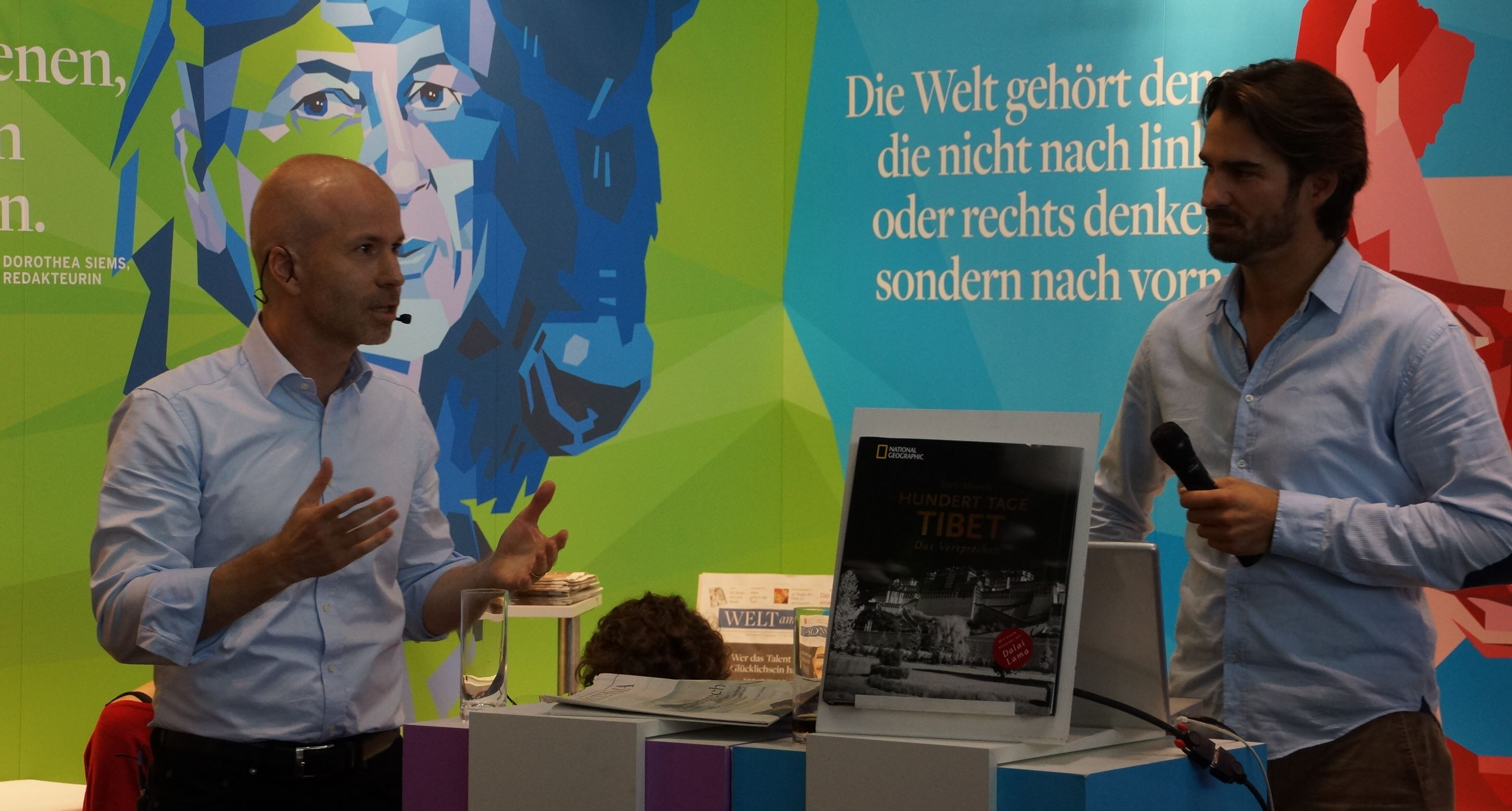
York Hovest (rechts) stellt 100 Tage Tibet auf der Frankfurter Buchmesse 2014 vor

York Hovest (* 1978 in Wesel) ist ein deutscher Dokumentarfotograf.
York Hovest wohnt in München und fotografiert weltweit. Er traf 2011 den Dalai Lama und versprach ihm, eine Dokumentation über Tibet zu erstellen. Daraufhin bereiste er Tibet hundert Tage zu Fuß, auf dem Motorrad und mit dem Auto und hielt die Reiseimpressionen auf Fotos und Filmen fest. In eindrucksvollen Bildern zeigt er neben Landschaften auch Porträts tibetischer Nomaden und Mönche und spiegelt damit den Geist dieses Landes wider.

## Veröffentlichungen
- 2016: Hundert Tage Amazonien: Meine Reise zu den Hütern des Waldes. National Geographic Hamburg, ISBN 978-3-86690-468-2
- 2014: Hundert Tage Tibet – Das Versprechen. Veröff. von National Geographic Deutschland. Übersetzerin des Vorworts: Monika Rößiger. NG Malik-Buchgesellschaft, Hamburg, ISBN 978-3-86690-411-8
- 2019: Helden der Meere. teNeues Media Kempen, ISBN 978-3-96171-214-4
- 2020: York Hovest überquert mit zwei Freunden den Atlantischen Ozean im Ruderboot. https://www.nrz.de/staedte/wesel-hamminkeln-schermbeck/york-hovest-aus-wesel-verbringt-weihnachten-auf-dem-ozean-id227984905.html